# Atentado en Arauca de 2024
El Atentado en Arauca de 2024 fue realizado el 17 de septiembre de 2024 a una base del Ejército Nacional de Colombia por la guerrilla del Ejército de Liberación Nacional (ELN) en el corregimiento de Puerto Jordán en Arauquita (Arauca).

## Hechos
En la madrugada del 17 de septiembre fue atacada con explosivos artesanales conocidos como tatucos la base militar de Puerto Jordán. El ataque dejó 3 muertos y 26 heridos. El ELN se atribuyó el ataque. El ataque habría sido ordenado por Arturo Archila Rincón, alias Raúl o Nacho.

## Consecuencias
El gobierno de Gustavo Petro anunció la suspensión de los diálogos de paz con el ELN.